# Lee Thornburg
Lee Thornburg er en trompetist, som har spillet sammen med flere kendte musikere og har også været medlem af grupperne Supertramp og Tower of Power. Thornburg spillede også med Wayne Cochran and the C.C. Riders i 1970'erne, hvor han blandt andre spillede sammen med reformatoren af elektrisk bas Jaco Pastorius. Han spillede med Lowell George på dennes korte turné i juni 1979 for Georges album Thanks I'll Eat It Here. Turnéen stoppede dog brat med Georges død efter to uger.
I juli 2001 kom Thornburg med i Tonight Show Band, hvor han efterfulgte Chuck Findley. 6. april 2006 kom vært Jay Leno ved et uheld til at sige at Matt Finders (basun) var bandets trompetist, da gæsten Catherine Keener spurgte Leno hvem der spillede trompet i bandet. Uden forbindelse til denne episode valgte Kevin Eubanks ikke at forny Lee Thornburgs kontrakt. Pr. 10. april 2006 er Kye Palmer trompetist i Tonight Show Band.